# Fußball-Oberliga 2022/23
Die Fußball-Oberliga 2022/23 war die 15. Saison der Oberliga als fünfthöchste Spielklasse im Fußball in Deutschland.

## Oberligen
| Oberliga                                                              | Mannschaften       | Meister                                                |
| --------------------------------------------------------------------- | ------------------ | ------------------------------------------------------ |
| Oberliga Baden-Württemberg 2022/23                                    | 18                 | Stuttgarter Kickers                                    |
| Bayernliga 2022/23 in zwei Staffeln (Nord und Süd)                    | 18 (Nord) 18 (Süd) | FC Eintracht Bamberg (Nord) SV Schalding-Heining (Süd) |
| Bremen-Liga 2022/23                                                   | 16                 | FC Oberneuland                                         |
| Oberliga Hamburg 2022/23                                              | 19                 | TSV Sasel                                              |
| Hessenliga 2022/23                                                    | 20                 | Eintracht Frankfurt II                                 |
| Mittelrheinliga 2022/23                                               | 16                 | FC Hennef 05                                           |
| Oberliga Niederrhein 2022/23                                          | 21                 | SSVg Velbert                                           |
| Oberliga Niedersachsen 2022/23                                        | 18                 | SC Spelle-Venhaus                                      |
| Oberliga Nordost 2022/23 in zwei Staffeln (Nord und Süd)              | 18 (Nord) 18 (Süd) | Hansa Rostock II (Nord) FC Eilenburg (Süd)             |
| Oberliga Rheinland-Pfalz/Saar 2022/23 in zwei Staffeln (Nord und Süd) | 11 (Nord) 11 (Süd) | TSV Schott Mainz                                       |
| Oberliga Schleswig-Holstein 2022/23                                   | 17                 | FC Kilia Kiel                                          |
| Oberliga Westfalen 2022/23                                            | 18                 | FC Gütersloh                                           |

## Aufstieg und Relegation zur Regionalliga

### Regionalliga Bayern
Folgende Mannschaften qualifizierten sich direkt für die Regionalliga Bayern 2023/24:
- Meister der Bayernligen 2022/23
  -  FC Eintracht Bamberg (Nord)
  -  SV Schalding-Heining (Süd)

Folgende Mannschaften qualifizierten sich für die Relegation:
- Tabellen-15. und -16. der Regionalliga Bayern 2022/23
  -  SpVgg Ansbach
  -  VfB Eichstätt
- Vizemeister der Bayernligen 2022/23
  -  DJK Gebenbach (Nord)
  -  FC Memmingen (Süd)

#### Relegation
In der Relegation wurden im K.-o.-System je nach Abstieg aus und Aufstieg in die 3. Liga ein oder zwei weitere Regionalliga-Teilnehmer ermittelt. Da die SpVgg Bayreuth aus der 3. Liga 2022/23 abgestiegen ist, und der Meister der aktuellen Regionalligasaison, die SpVgg Unterhaching, sich in den Aufstiegsspielen zur 3. Liga durchsetzte, erhielten zwei Mannschaften einen Startplatz. Es wurden jedoch beide Runden gespielt, um längere Wartezeiten zu vermeiden.
1. Runde
| Datum                   |                  | Ergebnis  | !Austragungsort                                              |
| ----------------------- | ---------------- | --------- | ------------------------------------------------------------ |
| 30. Mai 2023, 18:30 Uhr | DJK Gebenbach    | 1:4 (0:2) | SpVgg Ansbach 09 \|\| Sportgelände Urspringer Weg, Gebenbach |
| 30. Mai 2023, 19:30 Uhr | FC Memmingen     | 0:1 (0:0) | VfB Eichstätt \|\| Memminger Arena, Memmingen                |
| 2. Juni 2023, 18:30 Uhr | SpVgg Ansbach 09 | 2:1 (1:0) | DJK Gebenbach \|\| Xaver-Bertsch-Sportpark, Ansbach          |
| 2. Juni 2023, 18:30 Uhr | VfB Eichstätt    | 1:4 (0:2) | FC Memmingen \|\| Liqui-Moly-Stadion, Eichstätt              |

2. Runde
| Datum                   |                  | Ergebnis  | !Austragungsort                                    |
| ----------------------- | ---------------- | --------- | -------------------------------------------------- |
| 6. Juni 2023, 19:30 Uhr | FC Memmingen     | 1:1 (0:1) | SpVgg Ansbach 09 \|\| Memminger Arena, Memmingen   |
| 9. Juni 2023, 18:30 Uhr | SpVgg Ansbach 09 | 1:3 (1:2) | FC Memmingen \|\| Xaver-Bertsch-Sportpark, Ansbach |

### Regionalliga Nord
Folgende Mannschaft qualifizierte sich direkt für die Regionalliga Nord 2023/24:
- Meister der Oberliga Niedersachsen 2022/23
  -  SC Spelle-Venhaus

Folgende Mannschaften qualifizierten sich für die Aufstiegsrunde:
- Beste zur Teilnahme gemeldete Mannschaft der Bremen-Liga 2022/23
  -  OSC Bremerhaven
- Beste zur Teilnahme gemeldete Mannschaft der Oberliga Hamburg 2022/23
  -  Eimsbütteler TV
- Meister der Oberliga Schleswig-Holstein 2022/23
  -  FC Kilia Kiel

Folgende Mannschaften qualifizierten sich für die Relegation:
- Tabellen-14. der Regionalliga Nord 2022/23
  -  Bremer SV
- Vizemeister der Oberliga Niedersachsen 2022/23
  -  Lupo Martini Wolfsburg

#### Aufstiegsrunde
In der Aufstiegsrunde wurden in einem Rundenturnier zwei weitere Regionalliga-Teilnehmer ermittelt.
Bei Punktgleichheit entschieden über die Tabellenplatzierung:
1. die Tordifferenz,
2. die Anzahl der erzielten Tore,
3. die im Anschluss an die Spiele ausgetragenen Elfmeterschießen.
| Datum                   |                 | Ergebnis  | !Austragungsort                                       |
| ----------------------- | --------------- | --------- | ----------------------------------------------------- |
| 27. Mai 2023, 15:00 Uhr | OSC Bremerhaven | 1:1 (1:1) | Eimsbütteler TV \|\| Nordsee-Stadion, Bremerhaven     |
| 31. Mai 2023, 19:30 Uhr | FC Kilia Kiel   | 3:2 (1:1) | OSC Bremerhaven \|\| Kilia-Stadion, Kiel              |
| 4. Juni 2023, 15:00 Uhr | Eimsbütteler TV | 4:0 (1:0) | FC Kilia Kiel \|\| ETV-Sportzentrum Hoheluft, Hamburg |

| Pl. | Mannschaft      | Sp. | S | U | N | Tore    | Diff. | Punkte |
| --- | --------------- | --- | - | - | - | ------- | ----- | ------ |
| 1.  | Eimsbütteler TV | 2   | 1 | 1 | 0 | 005:100 | +4    | 04     |
| 2.  | FC Kilia Kiel   | 2   | 1 | 0 | 1 | 003:600 | −3    | 03     |
| 3.  | OSC Bremerhaven | 2   | 0 | 1 | 1 | 003:400 | −1    | 01     |

#### Relegation
In der Relegation wurde in einem Hin- und Rückspiel ein weiterer Regionalliga-Teilnehmer ermittelt.
| Datum                   |                        | Ergebnis  | !Austragungsort                                           |
| ----------------------- | ---------------------- | --------- | --------------------------------------------------------- |
| 31. Mai 2023, 19:00 Uhr | Lupo Martini Wolfsburg | 0:0       | Bremer SV \|\| Lupo Stadio, Wolfsburg                     |
| 4. Juni 2023, 15:00 Uhr | Bremer SV              | 2:1 (2:0) | Lupo Martini Wolfsburg \|\| Stadion am Panzenberg, Bremen |

### Regionalliga Nordost
Folgende Mannschaften qualifizierten sich direkt für die Regionalliga Nordost 2023/24:
- Meister der Oberligen Nordost 2022/23
  -  Hansa Rostock II (Nord)
  -  FC Eilenburg (Süd)

### Regionalliga Südwest
Folgende Mannschaften qualifizierten sich direkt für die Regionalliga Südwest 2023/24:
- Meister der Oberliga Baden-Württemberg 2022/23
  -  Stuttgarter Kickers
- Meister der Hessenliga 2022/23
  - Eintracht Frankfurt II
- Meister der Oberliga Rheinland-Pfalz/Saar 2022/23
  -  TSV Schott Mainz

Folgende Mannschaften qualifizierten sich für die Aufstiegsrunde 1:
- Vizemeister der Oberliga Baden-Württemberg 2022/23
  -  SG Sonnenhof Großaspach
- Vizemeister der Oberliga Rheinland-Pfalz/Saar 2022/23
  -  TuS Koblenz

#### Aufstiegsrunde
In der Aufstiegsrunde wurde in einem Hin- und Rückspiel zwischen den Zweitplatzierten der Oberliga Baden-Württemberg und der Oberliga Rheinland-Pfalz-Saar ein weiterer Regionalliga-Teilnehmer ermittelt.
| Datum                    |                         | Ergebnis  | !Austragungsort                                         |
| ------------------------ | ----------------------- | --------- | ------------------------------------------------------- |
| 11. Juni 2023, 14:00 Uhr | TuS Koblenz             | 2:1 (0:1) | SG Sonnenhof Großaspach \|\| Stadion Oberwerth, Koblenz |
| 14. Juni 2023, 19:00 Uhr | SG Sonnenhof Großaspach | 2:2 (0:0) | TuS Koblenz \|\| WIRmachenDRUCK Arena, Aspach           |

### Regionalliga West
Folgende Mannschaften qualifizierten sich direkt für die Regionalliga West 2023/24:
- Vizemeister (bzw. beste zur Teilnahme gemeldeten Mannschaften) der Mittelrheinliga 2022/23
  -  FC Wegberg-Beeck (Meister FC Hennef 05 verzichtete auf sein Aufstiegsrecht)
- Meister der Oberliga Niederrhein 2022/23
  -  SSVg Velbert
- Meister und Vizemeister (bzw. die zwei besten zur Teilnahme gemeldeten Mannschaften) der Oberliga Westfalen 2022/23
  -  FC Gütersloh
  -  SC Paderborn 07 II